# Xã hội dân sự tại Việt Nam
Xã hội dân sự tại Việt Nam là nói về sự hình thành và phát triển của các tổ chức và phong trào xã hội dân sự tại lãnh thổ Việt Nam. Các tổ chức Xã hội dân sự tại Việt Nam ngày càng đóng vai trò quan trọng trong sinh hoạt chính trị xã hội tại Việt Nam.

## Sự hình thành
Xã hội dân sự tại Việt Nam phát triển từ khi khái niệm dân chủ và quyền công dân được người Pháp đưa vào Việt Nam đầu thế kỷ 20. Trước năm 1945, các phong trào và tổ chức dân sự phát triển mạnh tại Việt Nam. Sau năm 1945, tại miền Bắc, xã hội dân sự bị hạn chế, gần như xóa bỏ. Trong khi tại miền Nam, xã hội dân sự vẫn tồn tại và phát triển. Sau năm 1975 và đến rất gần đây, xã hội dân sự không được phát triển tại Việt Nam do nhà nước Việt Nam hạn chế các phong trào dân sự và lập hội. Mãi tới gần đây, từ khi Việt Nam bắt đầu cải thiện các vấn đề về nhân quyền, xã hội dân sự bắt đầu phát triển trở lại.
Những ý kiến ủng hộ cho rằng các tổ chức Xã hội dân sự tại Việt Nam ngày càng đóng vai trò quan trọng trong sinh hoạt chính trị xã hội tại Việt Nam. Kinh nghiệm của nhiều nước phát triển cho thấy nền kinh tế thị trường có ba trụ cột: Nhà nước pháp quyền, thị trường và xã hội dân sự. Đất nước phát triển được phải phát triển hài hòa ba trụ cột đó.

## Phát triển và hoạt động
Dù hiện tại các tổ chức nghề nghiệp ở Việt Nam như Hội Nông dân, Hội Nghề cá, Hội Nhiếp ảnh, Hội Tin học và rất nhiều hội nghề nghiệp khác được hình thành và hoạt động mạnh mẽ, thế nhưng nhiều người dân trong nước vẫn không có nhiều thông tin về các tổ chức xã hội dân sự được hình thành nhằm mục đích hỗ trợ cho đời sống dân sinh.
Tiến sĩ Xã hội học Trịnh Hòa Bình phân tích: "Tính chất của các tổ chức dân sự của VN còn lệ thuộc ít nhiều vào cơ chế về tính chất quản lý của hệ thống Nhà nước. Thực tiễn là tính chất chưa đạt được mức độ độc lập đúng nghĩa của nó. Dẫu sao cũng đang trên con đường hình thành vai trò mỗi ngày một lớn hơn và có sự bổ sung cần thiết trong hệ thống quản lý chính thống".
Tháng 5/2014, nhân Vụ giàn khoan Hải Dương 981, 54 tổ chức xã hội dân sự Việt Nam đã ra tuyên bố phản đối hành vi phá hoại hòa bình của Chính phủ Trung Quốc.

## Cam kết của EU với Xã hội Dân sự tại Việt Nam
Dựa trên Kết luận của Hội đồng châu Âu tháng 10 năm 2012, Phái đoàn EU và các nước thành viên EU tại Việt Nam đã xây dựng một Lộ trình EU về cam kết với Xã hội Dân sự (XHDS) tại Việt Nam. Xuất phát từ mục tiêu chung của EU trong cam kết với XHDS, bốn lĩnh vực sau đây sẽ được các nước Thành viên EU và Phái đoàn EU ưu tiên ở Việt Nam:
- Thúc đẩy một môi trường thuận lợi cho các tổ chức XHDS ở Việt Nam.
- Thúc đẩy sự tham gia có ý nghĩa của XHDS trong việc hoạch định chính sách trong nước.
- Tăng cường năng lực cho các tổ chức XHDS để các tổ chức XHDS thực hiện vai trò của mình hiệu quả hơn.
- Đảm bảo hỗ trợ chính trị của EU cho XHDS.

Mức độ tài trợ từ các nước thành viên EU và Phái đoàn EU cho xã hội dân sự khác nhau về độ lớn của các khoản tài trợ và các cơ chế tài trợ. Phần Lan, Ireland, Vương quốc Anh và Phái đoàn EU có dòng ngân sách riêng biệt cho XHDS. Một số nước thành viên EU đã thiết lập các quỹ tài trợ như một phần của chương trình lớn hơn, chẳng hạn như "Quỹ Hỗ trợ Sáng kiến Tư pháp" của DANIDA3 / Sida4 cũng như "Sự tham gia của Công chúng và Trách nhiệm giải trình" của DANIDA / DFID5. Một số nước thành viên EU cũng đang đóng góp cho Kế hoạch Một Liên hiệp Quốc và các chương trình hỗ trợ XHDS của Ngân hàng Thế giới.

## Quan điểm
- Theo giáo sư Ngô Vĩnh Long, sử gia và nhà Việt Nam học từ Đại học Maine Hoa Kỳ các tổ chức xã hội dân sự là cần thiết cho sự cải tổ của đất nước: "Để chuẩn bị cho quá trình thay đổi thì ngay bây giờ phải bắt đầu nuôi dưỡng một xã hội dân sự, qua đó các thành phần trong xã hội có thời gian và điều kiện tranh đấu và bảo vệ quyền lợi của họ vì lợi ích chung của dân tộc và đất nước"[6]
- Cựu Bộ trưởng Bộ Thương mại Trương Đình Tuyển trong ngày làm việc thứ hai với nội dung chính là bàn thảo về cải cách thể chế trong khuôn khổ một diễn đàn về kinh tế tại Hạ Long: "Tôi nghĩ, đã đến lúc thừa nhận xã hội dân sự. Bản chất của nhà nước mang tính quan liêu, và để khắc phục quan liêu thì cần phát huy vai trò của xã hội dân sự"[7].}}
- TS. Trần Tuấn, Giám đốc trung tâm nghiên cứu và đào tạo phát triển cộng đồng (RTCCD) trong chương trình “Hội thảo Thường niên của các Tổ chức xã hội: Vì sự phát triển bền vững” do VUSTA phối hợp với NGO-IC, SRD, RTCCD tổ chức ngày 10/8/2016: "Trong đó, các tổ chức XHDS là chủ thể tồn tại độc lập bảo vệ lợi ích của cộng đồng. Chủ thể XHDS đóng vai trò bổ sung khiễm khuyết của thị trường và giảm quyền lực độc tôn của nhà nước"[8]